# Гилмор, Гэри
Гэри Марк Гилмор (4 декабря 1940 года — 17 января 1977 года) (англ. Gary Mark Gilmore) — преступник, признанный виновным в нескольких ограблениях и двух убийствах. Был расстрелян в штате Юта 17 января 1977 года. Стал известен благодаря тому, что его казнь стала первым исполнением смертного приговора в США с 1967 года. Гилмор был казнён расстрельной командой, такой способ исполнения приговоров существовал в Юте до начала XXI века.

## Преступления
Вечером 19 июля 1976 года Гилмор ограбил и убил Макса Дженсена, рабочего с бензоколонки. Следующим вечером он ограбил и убил Бенни Бушнелла, менеджера мотеля в Прово. Он убил этих людей, несмотря на то, что они выполнили все его требования. Избавляясь от своего пистолета, Гилмор случайно прострелил себе руку и оставил кровавый след от места преступления до гаража, в котором оставил свой грузовик перед убийством Бушнелла. Владелец гаража, увидев кровь, записал номер грузовика Гилмора и вызвал полицию. Вскоре его арестовали.
Гилмор был первым преступником, казненным после того, как Верховный суд США восстановил смертную казнь, отменённую им же ранее в 1972 году. Гилмор добровольно выбрал смерть, отказался от прошения о помиловании, хотя его уговаривали изменить позицию, например, известный музыкант Джонни Кэш. Гилмор был расстрелян в штате Юта 17 января 1977 года.

## В массовой культуре
- История жизни убийцы положена в основу книги Нормана Мейлера «Песнь палача», по которой позднее был снят телефильм с Томми Ли Джонсом в главной роли.
- Группой The Adverts в 1978 году была написана песня «Gary Gilmore’s Eyes».

## Факты
- Для своей последней трапезы Гилмор заказал гамбургер, яйца вкрутую, печёный картофель, несколько чашек кофе и виски.
- Брат казненного, Майкл, получивший после исполнения приговора одежду Гилмора, утверждал, что в ней было 5 пулевых отверстий. Это уникальный факт для штата Юта, так как местная традиция предписывала выдавать одному из пяти стрелков, участвующих в расстреле, холостые патроны (чтобы никто из них не мог быть уверен в том, что именно он убил человека).
- Пистолет «Browning», из которого Гилмор застрелил двух человек, был выставлен на аукцион в США в 2006 году. Первоначальная цена лота составила один миллион долларов.
- 17 января 1977 года Гилмор предстал перед расстрельным взводом. Последними словами Гилмора было «Давайте сделаем это!». Фраза с небольшим изменением была позаимствована для рекламной кампании фирмы Nike. Впервые слоган «Просто сделаем это» появился в рекламе 1988 года. В ролике, который ждал колоссальный успех, снялся 80-летний бегун Уолт Стак.